# Opostegoides
Opostegoides is een geslacht van vlinders van de familie oogklepmotten (Opostegidae).

## Soorten
- O. albellus Sinev, 1990
- O. bicolorella Sinev, 1990
- O. gephyraea (Meyrick, 1880)
- O. malaysiensis Davis, 1989
- O. menthinella (Mann, 1855)
- O. minodensis (Kuroko, 1982)
- O. padiensis Sinev, 1990
- O. scioterma (Meyrick, 1920)